# Siphocampylus violaceus
Siphocampylus violaceus är en klockväxtart som beskrevs av Franz Elfried Wimmer. Siphocampylus violaceus ingår i släktet Siphocampylus och familjen klockväxter. Inga underarter finns listade i Catalogue of Life.